# Bistum Uijeongbu
Das Bistum Uijeongbu (lat. Dioecesis Uiiongbuensis, kor. 천주교 의정부교구) ist eine römisch-katholische Diözese in Südkorea, die von Papst Johannes Paul II. am 24. Juni 2004 auf einem Teilgebiet des Erzbistums Seoul errichtet und derselben Metropolitanerzdiözese als Suffraganbistum unterstellt wurde. Es trennt die nordkoreanische und südkoreanische Hälfte des Erzbistums Seoul.
Das Bistum Uijeongbu umfasst die Städte Uijeongbu, Goyang, Guri, Hwaseong, Paju, Tongducho-Yangju und Yeonchin. Sie grenzt im Osten an das Bistum Chuncheon und im Norden, Süden, Südwesten und Südosten an das Erzbistum Seoul.

## Bischöfe
- Joseph Lee Han-taek SJ (5. Juli 2004 – 26. Februar 2010)
- Peter Lee Ki-heon (26. Februar 2010 – 13. März 2024)
- Benedictus Son Hee-Song (seit 13. März 2024)